# Buxus obtusifolia
Buxus obtusifolia  es una especie de planta fanerógama perteneciente a la familia  Buxaceae. Es nativa de  Kenia, Tanzania y de las selvas de Tamil Nadu y Karnataka. Es una especia usada por el gourment Sanjeev Kapoor.

## Descripción
Es un arbusto o árbol que alcanza un tamaño de 1-1,2 m hasta 6 m de altura, las ramas estriadas, pubescentes o glabras, con corteza de corcho.

## Ecología
Se encuentra en el matorral perennifolio con Brachylaena, Euphorbia y en el bosque con Cynometra, Brachylaena, bosque de maleza seca en suelos rojos, a una altitud de 280-450 metgros. Los especímenes de herbario aparecen casi idénticos con Buxus natalensis

## Taxonomía
Buxus obtusifolia fue descrita por (Mildbr.) Hutch. y publicado en The Genera of Flowering Plants 2: 108. 1967.
Etimología
Buxus: nombre genérico que deriva del griego antiguo bus, latinizado buxus,  buxum que es nombre dado al boj.
obtusifolia: epíteto latino que significa "con hojas romas".
Sinonimia
- Notobuxus obtusifolia Mildbr. basónimo [7]